# 日東社
日東社（にっとうしゃ）は、日本で最大手のマッチ製造事業者。2022年現在、マッチ製造における日東社の国内シェアは7割を占めている。他方では、マッチに依存せず、事業の多角化を進めており、紙製おしぼり、ポケットティッシュ、ライターの製造などもおこなっていて、マッチ部門の売上は、総売上の2割ほどにとどまっている。

## 沿革
創業は1900年、会社設立は1923年で、当時の社名は日東社大西燐寸製造所といった。1948年に株式会社日東社燐寸製造所として株式会社化され、1969年に社名が日東社となった。
1980年代以降は、マッチへの需要の後退を背景に、事業の多角化に取り組んだ。
1973年、ブックマッチの製造開始。
2015年4月、「鶏印マッチ」を主に製造発売していた株式会社ダイドーから「パイプ印」「旭馬印」「ホームマッチ」の商標を事業譲渡された。
2015年10月、株式会社姫路シールより業務を引き継ぎ、シール事業部設立。
2016年、マッチ製造の国内最大手であった兼松日産農林が、マッチ製造から撤退した際には、「桃印」や「象印」「燕印」「馬印」の商標を譲渡された
2022年、国内で唯一継続していたブックマッチの生産を終了した。